# Karl Meixner (Schauspieler, 1903)
Karl Meixner (* 13. Februar 1903 in Wien; † 29. Dezember 1976 in Hamburg) war ein österreichischer Schauspieler. Seine Karriere beschränkte sich hauptsächlich auf die Zeit zwischen 1930 und 1945, nach dem Zweiten Weltkrieg nahm seine Popularität allmählich ab.

## Filmografie
- 1932: Friederike
- 1933: Das Testament des Dr. Mabuse
- 1933: Hitlerjunge Quex
- 1933: Flüchtlinge
- 1934: Der junge Baron Neuhaus
- 1934: Die Töchter Ihrer Exzellenz
- 1935: Das Mädchen Johanna
- 1935: Anekdoten um den alten Fritz
- 1936: Moskau – Shanghai
- 1936: Weiße Sklaven
- 1936: Port Arthur
- 1937: Menschen ohne Vaterland
- 1937/53: Starke Herzen
- 1938: Nanu, Sie kennen Korff noch nicht?
- 1938: Tanz auf dem Vulkan
- 1938: Pour le Mérite
- 1939: Der Gouverneur
- 1940: Bismarck
- 1940: Die keusche Geliebte
- 1941: Carl Peters
- 1941: Wetterleuchten um Barbara
- 1941: Leichte Muse
- 1942: Die Sache mit Styx
- 1942: Rembrandt
- 1942: Geheimakte W.B. 1
- 1943: Titanic
- 1944: Der verzauberte Tag
- 1949: Die Brücke
- 1952: Cuba Cabana
- 1952: Das Land des Lächelns
- 1955: Der Major und die Stiere
- 1956: Die fröhliche Wallfahrt
- 1956: Nacht der Entscheidung
- 1958: Hunde, wollt ihr ewig leben
- 1958: Nachtschwester Ingeborg
- 1960: Fabrik der Offiziere
- 1968: Über den Gehorsam. Szenen aus Deutschland

## Theater
- 1933: M. v. Schönwörth: Fingerabdrücke (Sohn des Grafen) – Regie: ? (Komödie Berlin)
- 1948: Friedrich Schiller: Don Carlos (Philipp) – Regie: Ernst Schröder (Rheingau-Theater Berlin)